# HD 41162
HD 41162，又名BD+37 1405，SAO 58716、HR 2137，是一颗恒星，视星等为6.34，位于銀經174.18，銀緯8.02，其B1900.0坐标为赤經5h 58m 10.9s，赤緯+37° 8.02′ 6″。